# Henry A. Barrows
Henry Arthur Barrows (29 de abril de 1875 – 25 de marzo de 1945) fue un actor estadounidense.
Nacido en Saco, Maine, permaneció activo en el cine desde 1913 a 1936. 
Fue padre del también actor George Barrows.
Henry A. Barrows falleció en Los Ángeles, California, en 1945. Fue enterrado en el Cementerio Nacional de Los Ángeles. 

## Filmografía seleccionada
- The Lion Man (1919)
- The Wise Kid (1922)
- The Man from Downing Street (1922)
- The Shock (1923)
- The Return of the Riddle Rider (1927)
- Burning Bridges (1928)